# يان ديفيز (ممثل)
يان ديفيز (بالإنجليزية: Ian Puleston-Davies)‏ هو كاتب سيناريو وممثل بريطاني، ولد في 6 سبتمبر 1958 في المملكة المتحدة.

## وصلات خارجية
- يان ديفيز على موقع IMDb (الإنجليزية)
- يان ديفيز على موقع ألو سيني (الفرنسية)
- يان ديفيز على موقع أول موفي (الإنجليزية)
- يان ديفيز على موقع قاعدة بيانات الفيلم (الإنجليزية)
- يان ديفيز على موقع كينوبويسك (الروسية)